# نشان سپه
نشان سپه یکی از نشان‌های افتخار در ایران است که در اواخر حکومت قاجار توسط رضاشاه و زمانی که هنوز سردار سپه بود ایجاد گردید و جایگزین مدال ذوالفقار شد.

## تاریخچه

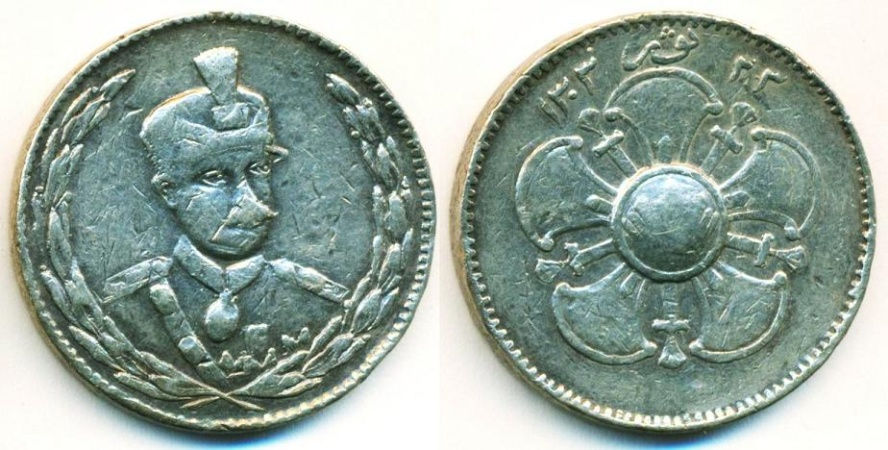
مدال سپه (سردارسپه) در بدو تشکیل

نشان سپه نخستین بار در ۳۰ فروردین ۱۳۰۳ توسط رضاخان سردارسپه برای اعطا به کسانی که شجاعت فوق‌العاده نظامی از خود نشان می‌دادند یا در راه انجام وظیفه دچار جراحت می‌شدند ایجاد شد. در واقع این نشان جایگزین نشان ذوالفقار گردید. رضاشاه نشان ذوالفقار را برای خود و تعداد انگشت شماری از سران ارتش در طول حکومت خود حفظ نمود و دیگران به دریافت نشان سپه نایل می‌آمدند.

## طراحی
این نشان در ابتدای پیدایش دارای شکلی مدور بود که در روی آن تصویر سردارسپه در یونیفرم نظامی دیده می‌شد و اطراف تصویر او مزین به شاخه‌های زیتون بود. پشت این نشان منقوش به سپری پنج پر بود که پنج شمشیر به‌طور متقاطع از این پَرها عبور می‌نمودند. در مرکز این نقش دایره ای برجسته وجود داشت که طرحی از خورشیدی در حال طلوع بر روی آن دیده می‌شد. در بالای نشان نیز تاریخ ایجاد آن به صورت ۲۳ ثور ۱۳۰۳ درج شده بود. وزن این نشان نقره ۱۶/۳۱ گرم و قطر آن ۳۱ میلیمتر بود.
به دلیل نوع درج تاریخ این نشان و وجود عبارت ثور در آن، این نشان در بین مجموعه داران ایرانی به اشتباه با عنوان «نشان ثور رضاخان» نامیده می‌شود.
این نشان دارای سه درجه بود و برای کسانی در نظر گرفته شده بود که با شجاعت در درگیریهای داخلی می‌جنگیدند.
در زمان محمدرضا پهلوی عنوان این نشان حفظ شد اما طراحی آن به‌کلی تغییر کرد و از یک مدال دو رو و مدور به یک نشان پنج پَر تغییر شکل داد. بدین ترتیب که با اقتباس از نقشی که در پشت نشان اولیه بود نشانی جدید با میناکاری سرخ و آبی ایجاد گردید. پنج پَر این نشان با مینای سرخ و دایره مرکزی با مینای آبی رنگ شدند. خورشید در حال طلوع مرکز نشان نیز طلایی رنگ شد.

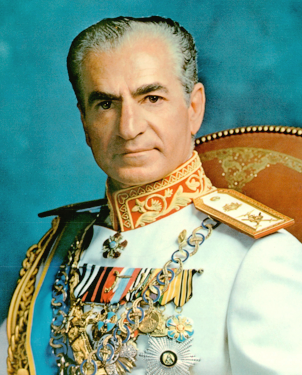
نشان سپه بر گردن محمدرضا پهلوی

این نشان با پیروزی انقلاب ۱۳۵۷ ایران لغو شد.

## درجات نشان

نشان درجه یک سپه
نشان درجه دو سپه
نشان درجه سه سپه

## درجات مدال

مدال درجه یک سپه
مدال درجه دو سپه
مدال درجه سه سپه